# Osiedle Tysiąclecia (Myślenice)

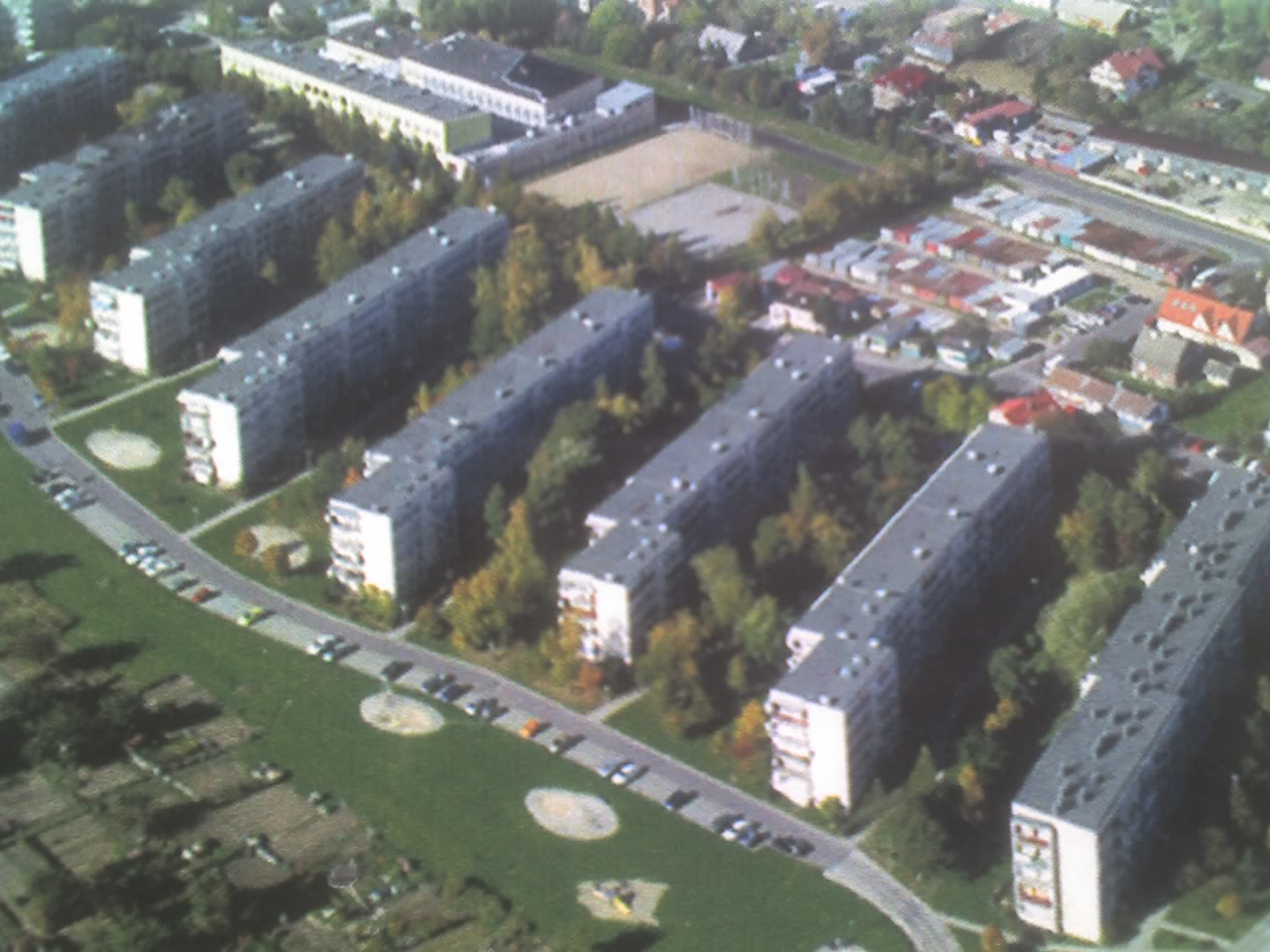
Część os. Tysiąclecia II

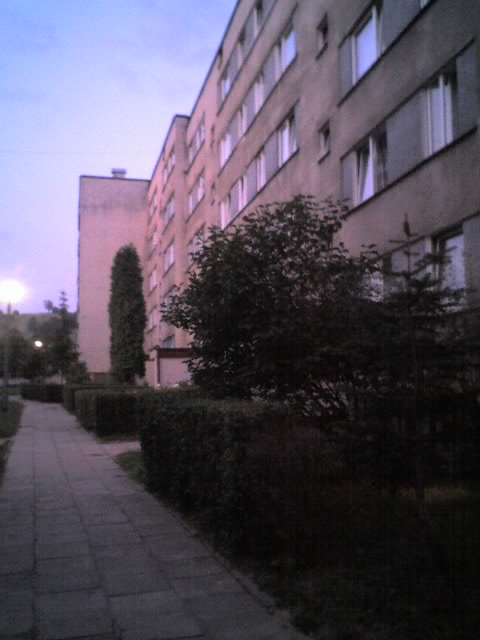

Osiedle Tysiąclecia – osiedle mieszkaniowe w zachodniej części Myślenic, leżące u północnego zbocza góry Plebańskiej. Osiedle stanowi jedną z pięciu dzielnic miasta. Zabudowa głównie cztero- i pięciokondygnacyjna w technice wielkiej płyty.
Osiedle stanowi:
- 17 bloków osiedla Tysiąclecia I (nr 1–17)
- 17 bloków osiedla Tysiąclecia II (nr 18–34)
- 5 budynków osiedla "Pod Lipką"
- obiekty infrastruktury technicznej, usługowej, sportowo-usługowej

Granice osiedla:
- od wschodu ul. Ogrodowa
- od północy ul. 3 Maja
- od południa ul. Pardyaka
- od zachodu ul. Solidarności

Ulice znajdujące się w granicach osiedla:
- ul. Ogrodowa
- ul. 3 Maja
- ul. Pardyaka
- ul. Solidarności
- ul. Jana Dunin-Brzezińskiego

Ważniejsze obiekty i tereny zielone:
- Basen MPS Aquarius przy ul. Ogrodowej
- Szkoła podstawowa nr 3 im. Jana Pawła II
- Kościół św. brata Alberta
- Boisko sportowe "Orlik 2012"
- Pola działkowe na zboczu góry Plebańskiej
- Kotłownia przy ulicy Solidarności
- Boisko sportowe klubu Ks. Górki
- Teren garaży w obrębie os. Tysiąclecia II
- Plac zabaw "Ogródek" przy ul. Ogrodowej
- Plac zabaw "Kółko"
- Nowe osiedle "Pod Lipką"
- Najnowsze 4 Budynki Mieszkaniowe
- Przedszkole nr 6 przy ul. Ogrodowej
- Żłobek przy ulicy Pardyaka
- Ośrodek rehabilitacyjny dla osób niepełnosprawnych przy ul. Pardyaka
- Filia Caritas przy ul. Solidarności
- Filia banku PKO przy ul. Pardyaka
- Sala Królestwa Świadków Jehowy przy ul. 3 Maja 31[1].